# Trypauchenichthys sumatrensis
A Trypauchenichthys sumatrensis a csontos halak (Osteichthyes) főosztályának a sugarasúszójú halak (Actinopterygii) osztályába, ezen belül a sügéralakúak (Perciformes) rendjébe, a gébfélék (Gobiidae) családjába és az Amblyopinae alcsaládjába tartozó faj.

## Előfordulása
A Trypauchenichthys sumatrensis a Csendes- és az Indiai-óceánokban található meg. A következő országok brakkvízeiben él: India, Indonézia és Malajzia.

## Megjelenése
Ez a hal legfeljebb 6,6 centiméter hosszú.

## Életmódja
A trópusi Trypauchenichthys sumatrensis élőhelyének a mélyebb részeit kedveli.